# مونومتیل آریستاتین ئی
مونومتیل آریستاتین ئی (به انگلیسی: Monomethyl auristatin E) یک ترکیب شیمیایی با شناسه پاب‌کم ۵۳۲۹۷۴۶۵ است. 